# 타우 입자
입자물리학에서 타우 입자(영어: tau lepton, tauon)는 제3세대의 렙톤이다. 음의 전하를 지니며, 질량이 1.78 GeV/c2로 렙톤 가운데 가장 무겁다. 이는 양성자의 거의 두 배의 질량이다. 타우 입자의 반입자는 반타우 입자이며, 같은 세대의 중성미자는 타우 중성미자이다.

## 분류
타우 입자는 제3세대의 렙톤이다. 반면, 전자는 1세대 렙톤이며, 뮤온은 2세대 렙톤이다. 전자나 뮤온과 같이 타우 입자는 점처럼 보인다. 즉 어떠한 구조도 보이지 않으며, 있다고 해도 10−18 미터 이하일 것이라는 것이다. 또한 전자와 뮤온과 같이 타우 입자는 1/2의 스핀을 지니고 있다. 타우 입자 및 반타우 입자는 각각 전자 및 양전자와 동일한 전하량을 지닌다.

## 붕괴
타우 입자는 강입자로 붕괴하는 유일한 렙톤이다. 다른 렙톤은 붕괴에 필요한 충분한 질량을 가지고 있지 않다. 타우 입자 및 강입자의 붕괴 과정은 약한 상호작용에 의해 일어난다. 타우 입자의 평균 수명은 약 0.3 피코초이다.
특수한 경우를 제외하고는 렙톤 수가 세대별로 보존되므로 타우 입자가 뮤온 및 전자로 붕괴하는 과정에서 타우 중성미자가 생성된다.
타우 입자가 전자와 중성미자로 붕괴하는 갈래비는 약 18%이며, 뮤온 및 중성미자로 붕괴하는 비율 역시 비슷하다. 반면 하드론으로 붕괴하는 비율은 64%이다.

## 발견
타우 입자는 1974년과 1977년 사이에 SLAC-LBL의 마틴 루이스 펄 연구진이 발견하였다. SLAC은 SPEAR이라는 전자 및 양전자 충돌 장비를 보유했으며, LBL은 자기 관측기를 보유하고 있었다. 기기를 이용하여 렙톤, 하드론, 광자를 서로 구분하는 것이 가능했다. 연구진은 타우 입자를 직접 관측하지는 못하였지만 다음과 같은 이상한 과정을 관측하였다.
{\displaystyle e^{+}+e^{-}\rightarrow e^{\pm }+\mu ^{\mp }+}관측되지 않은 입자
처음의 에너지가 마지막까지 보존되지 않는다는 점에 미루어 관측되지 않은 입자가 있다는 것을 알 수 있었다. 하지만 뮤온이나 전자, 혹은 하드론이나 광자 등은 관측할 수 없었다. 후에 이러한 현상은 새로운 입자의 생성 및 붕괴를 중간 과정으로 거친다고 다음과 같이 제안되었다.
{\displaystyle e^{+}+e^{-}\rightarrow \tau ^{+}+\tau ^{-}\rightarrow e^{\pm }+\mu ^{\mp }+4\nu }
이후 DESY-Hamburg와 DELCO에서의 연구가 타우 입자의 질량 및 스핀을 측정하였다.
1995년 마틴 루이스 펄과 프레더릭 라이너스는 각각 타우 입자와 타우 중성미자를 발견한 공로로 노벨 물리학상을 수상하였다.

## 같이 보기
- 입자 목록